# Non odiare
Pour plus de détails, voir Fiche technique et Distribution.
Non odiare est un film italien réalisé par Mauro Mancini, sorti en 2020.

## Synopsis
Un chirurgien, fils d'un survivant de la Shoah, refuse de soigner une victime d'un accident de la route quand il découvre que celui-ci porte un tatouage de croix gammée.

## Fiche technique
- Titre : Non odiare
- Réalisation : Mauro Mancini
- Scénario : Davide Lisino et Mauro Mancini
- Musique : Pivio et Aldo De Scalzi
- Photographie : Mike Stern Sterzynski
- Montage : Paola Freddi
- Production : Mario Mazzarotto
- Société de production : Agresywna Banda, Movimento Film, Notorious Pictures, Rai Cinema, et Stern Pictures
- Pays :  Italie et  Pologne
- Genre : Drame
- Durée : 96 minutes
- Dates de sortie : 
  -  Italie : 10 septembre 2020 (Mostra de Venise)

## Distribution
- Alessandro Gassmann : Simone Segre
- Sara Serraiocco : Marica Minervini
- Luka Zunic : Marcello Minervini
- Lorenzo Buonora : Paolo Minervini
- Lorenzo Acquaviva : Rocco
- Gabriele Sangrigoli : Dario
- Paolo Giovannucci : le collègue de Simone
- Cosimo Fusco : le père de Simone

## Distinctions
Le film a été nommé pour trois David di Donatello.